# Jean-Louis Thétard
Jean-Louis Thétard est un footballeur professionnel français, né le 24 septembre 1940 à Ajaccio.
Il évoluait au poste de milieu de terrain.

## Carrière
- 1960 1961  :  Lille OSC (D2) : 1 match, 0 but[1]
- 1961 1962  :  Lille OSC (D2) : 26 matchs, 2 buts
- 1962 1963  :  Lille OSC (D2) : 17 matchs, 2 buts
- 1963 1964  :  Lille OSC (D2) : 8 matchs, 1 but
- 1964 1965  :  Lille OSC (D1) : 19 matchs, 3 buts
- 1965 1966  :  Lille OSC (D1) : 22 matchs, 0 but
- 1967 1968  :  AC Ajaccio (D1) : 10 matchs, 0 but

## Palmarès
- Champion de France de D2 en 1964 avec le Lille OSC